# Moșnița Nouă
Moșnița Nouă (in ungherese Újmosnica, in tedesco Neumoschnitza) è un comune della Romania di 4214 abitanti, ubicato nel distretto di Timiș, nella regione storica del Banato. 
Il comune è formato dall'unione di 5 villaggi: Albina, Moșnița Nouă, Moșnița Veche, Rudicica, Urseni.